# Hendrikje
Hendrikje est un prénom féminin allemand et néerlandais apparenté à Henri et pouvant désigner:

## Prénom
- Hendrikje van Andel-Schipper (1890-2005), supercentennaire néerlandaise
- Hendrikje Blandow-Schlegel (de) (née en 1961), femme politique allemande
- Hendrikje Fitz (en) (1961-2016), actrice allemande
- Hendrikje Klein (de) (née en 1979), femme politique allemande
- Hendrikje Wangemann (de) (née en 1961), chanteuse allemande